# Prusy
Prusy é uma comuna francesa na região administrativa de Grande Leste, no departamento de Aube. Estende-se por uma área de 3,95 km². Em 2010 a comuna tinha 97 habitantes (densidade: 24,6 hab./km²).